# Гексаиодид дикремния
Гексаиодид дикремния — неорганическое соединение,
иодпроизводное дисилана с формулой Si2I6,
бледно-жёлтые кристаллы,
гидролизуется водой.

## Получение
- Нагревание тетраиодида кремния с порошкообразным серебром в вакууме:

{\displaystyle {\mathsf {2SiI_{4}+2Ag\ {\xrightarrow {280^{o}C}}\ Si_{2}I_{6}+2AgI}}}
полученную смесь галогенидов разделяют сублимацией в вакууме.
- Пиролиз полимерного дииодида кремния в вакууме при 350 °C. Полученную смесь галогенидов разделяют сублимацией в вакууме.

## Физические свойства
Гексаиодид дикремния образует бледно-жёлтые игольчатые кристаллы,
легко гидролизуется водой.

## Химические свойства
- Разлагается при нагревании в токе азота:

{\displaystyle {\mathsf {nSi_{2}I_{6}\ {\xrightarrow {350-400^{o}C}}\ 2(SiI_{2})_{n}+nI_{2}}}}